# 벌러톤호

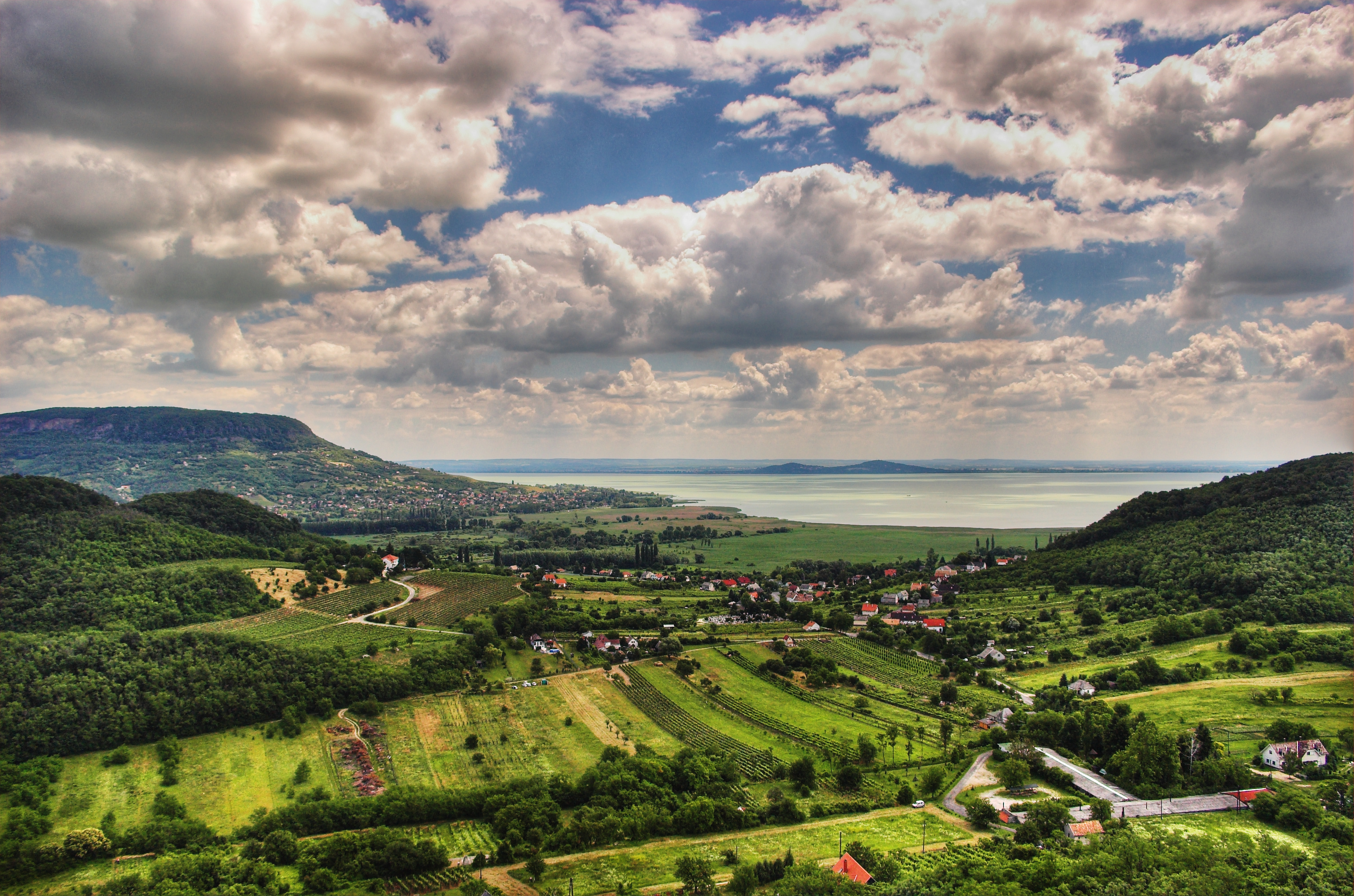
벌러톤 호

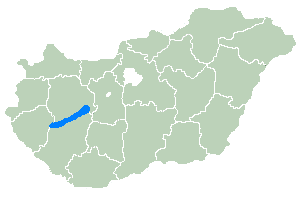
벌러톤 호의 위치

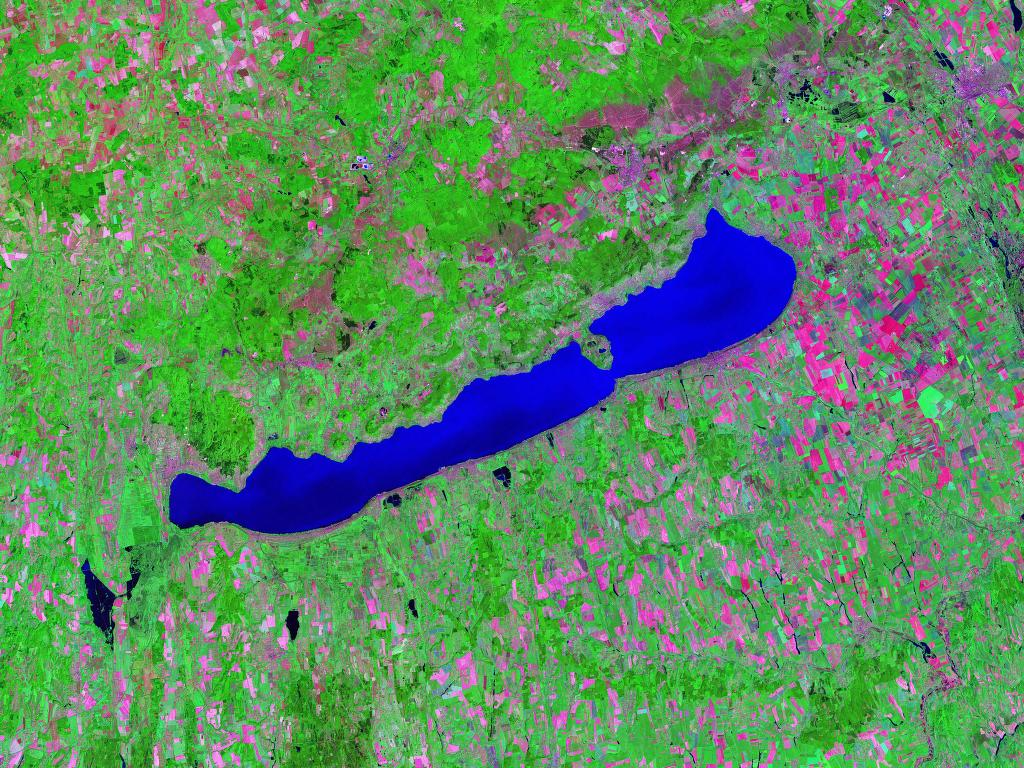
벌러톤 호 위성 사진

벌러톤 호(헝가리어: Balaton, 독일어: Plattensee)는 헝가리 서부에 위치한 중앙유럽 최대의 호수다. 호수의 면적은 592km2, 최대 길이는 77km, 좁은 곳의 너비는 1.3km, 넓은 곳의 너비는 14km다.
호수가 위치한 높이는 해발 104.8m, 평균 수심은 3.2m, 최대 수심은 12.2m, 호수 둘레는 236km 길이로 호숫가를 이룬다. 호수에 있는 물의 대부분은 절러강에서 유입되며 시오(Sió) 운하로 빠져 나간다. 티허니 해협(Tihany Strait)을 제외한 호수 전체 평균 깊이가 3m를 넘지 않는다.
헝가리는 내륙국이지만 헝가리인들은 이 호수를 "헝가리의 바다"(Magyar tenger)라고 부른다. 약 25,000년 전에 다소 침하되면서 형성된 것으로 추정한다. 또한 티허니(Tihany) 마을은 호수 쪽으로 튀어나와 있는 반도 지역으로써 오랜 시간 걸쳐 일어난 화산 폭발에 의해 형성되어 반도 내에서 다른 2개의 작은 호수도 존재한다.